# Picchiaduro

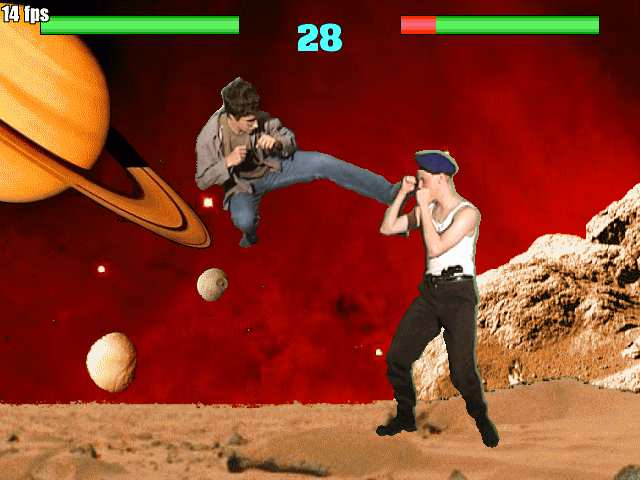
OpenMortal, esempio di picchiaduro a incontri

I picchiaduro (in inglese fighting game o, nel caso di molti nemici insieme, beat 'em up - dal verbo percuotere, picchiare) sono i videogiochi dove lo scopo principale è quello di affrontare i nemici in scontri di lotta di vario genere, sia a mani nude che con l'uso di armi da mischia.
Esistono diversi tipi di picchiaduro che si differenziano per il tipo di grafica utilizzata (2D o 3D), per le forme di combattimento utilizzate (arti marziali, pugilato, jeet kune do, pugilato tailandese, lotta libera, taekwondo,Wrestling) e per il tipo di svolgimento dell'azione (picchiaduro a scorrimento o a incontri).
Nel caso di abbondante uso di armi bianche da mischia, spesso in ambientazioni fantastiche, si usa anche il termine hack and slash.

## Picchiaduro a scorrimento

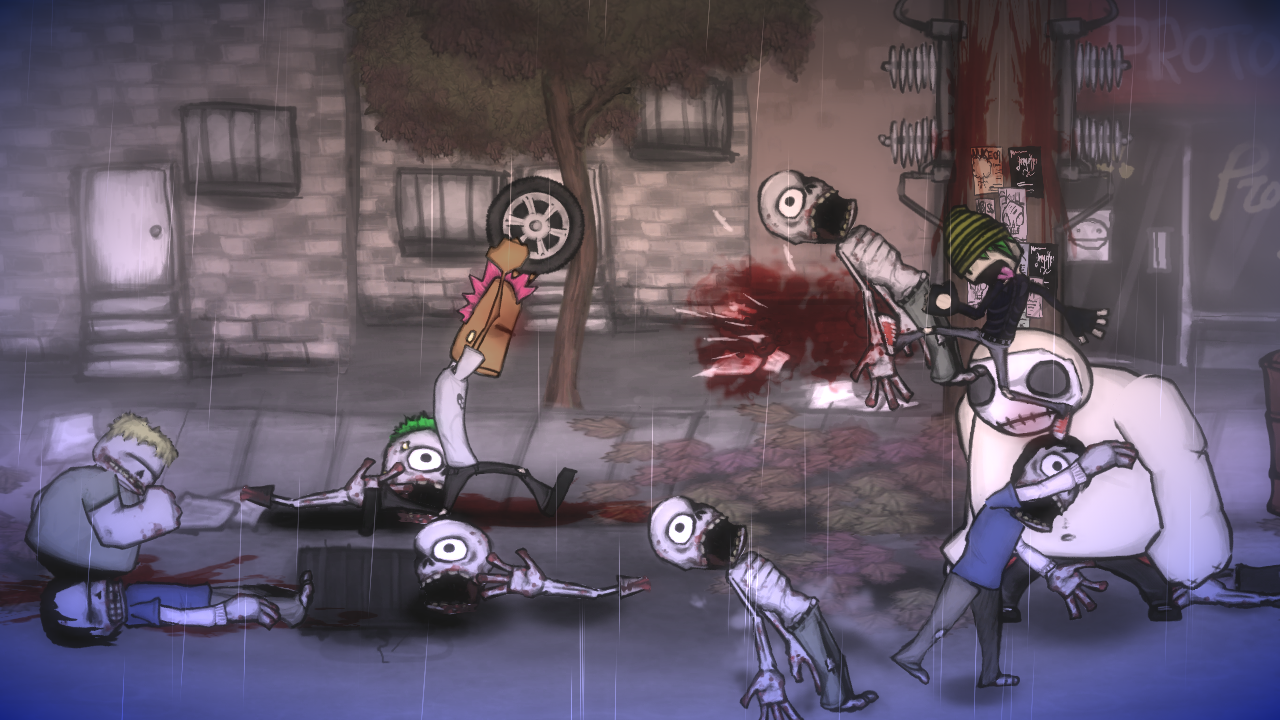
Il picchiaduro a scorrimento Charlie Murder

Nei picchiaduro a scorrimento (in inglese side-scrolling beat 'em up) il giocatore controlla un personaggio dotato di un numero limitato di mosse. Il videogioco prevede solitamente un movimento verso destra in cui il giocatore avanza in vari scenari nei quali, una volta superati, non si potrà più fare ritorno. Di norma il gioco prevede la possibilità di muoversi solamente in avanti, indietro o di saltare, ma è talvolta permesso anche accovacciarsi e muoversi in profondità. In aiuto del giocatore sono generalmente presenti cibi nascosti all'interno delle casse e un potere che permette di colpire più nemici alla volta. Durante il gioco si è normalmente sottoposti ad attacchi di numerosi nemici la cui forza risiede nel gruppo e nemici di fine livello. La trama tipica di questa tipologia di videogiochi è rappresentata dal dover salvare una ragazza rapita da una banda di teppisti, dall'eliminazione di organizzazioni criminali oppure dal dover affrontare eserciti di mostri per liberare un regno medievale da un usurpatore.
Solitamente questi videogiochi, molto diffusi nei cabinati da sala giochi, prevedono la possibilità di cooperazione di due giocatori.
Per quanto concerne la grafica, i picchiaduro a scorrimento sono in gran parte bidimensionali, a visuale laterale o isometrica (ricordiamo Double Dragon, Altered Beast, Final Fight, Golden Axe, The King of Dragons e Streets of Rage). Un numero inferiore, invece, è stato creato successivamente con grafica tridimensionale (solitamente con visuale alle spalle, con lo scorrimento dei livelli in avanti), come ad esempio Fighting Force. Tekken, famosa serie di picchiaduro a incontri 3D, in alcuni giochi ha inserito come modalità di gioco aggiuntive (sottogiochi) picchiaduro a scorrimento con visuale laterale (modalità Tekken Force in Tekken 3), con visuale alle spalle (Tekken Devil Within dentro Tekken 5) o ibrida (Tekken Force in Tekken 4).

## Picchiaduro a incontri
I picchiaduro a incontri, spesso chiamati solo "picchiaduro", sono videogiochi in cui il giocatore seleziona un personaggio fra una nutrita schiera di protagonisti e con questo affronta, in un susseguirsi di scontri uno contro uno di arti marziali, i suoi avversari. Generalmente per vincere un incontro è necessario sconfiggere l'avversario in 2 riprese su 3 e l'ultimo combattimento è in genere contro un nemico di fine livello particolarmente forte. Ogni personaggio ha le sue caratteristiche di forza e agilità, e soprattutto una lunga serie di mosse diverse che permettono numerose varianti di attacco.
Questa tipologia di videogiochi prevede anche l'utilizzo di combo consistenti in una rapida serie di colpi concatenati. Se ben eseguite neutralizzano l'avversario dopo il primo colpo impedendogli di parare i successivi colpi della combinazione.
In alcuni giochi i protagonisti sono dotati anche di tecniche speciali, realizzate con armi o arti magiche, che permettono colpi a distanza (come l'Hadoken di Street Fighter) o attacchi speciali eseguibili quando si riempie una barra di energia dedicata. La telecamera è generalmente posta lateralmente, anche se nei titoli 3D può spostarsi, ad esempio durante le prese di proiezione o atterramento. Molto utilizzata è la possibilità di giocare in due, uno contro l'altro.
L'esperienza di gioco può prevedere anche modalità aggiuntive come:
- Survival mode (modalità sopravvivenza): si affrontano, in ordine casuale, gli altri personaggi con la propria energia che in caso di colpi subiti si rigenera sconfiggendo un avversario. La modalità prosegue finché il giocatore non perde un incontro;
- Time attack mode (battaglia a tempo): l'obiettivo è di sconfiggere gli avversari nel minor tempo possibile;
- Tag team (lotta a squadre): i personaggi formano due squadre, composte di almeno 2 elementi ciascuna. I personaggi combattono uno per volta e possono "darsi il cambio';
- Più di due giocatori nell'arena contemporaneamente: permette la presenza di più di due giocatori nell'arena uscendo quindi dallo schema 1 contro 1. Ad esempio, il sistema Mugen consente incontri 2 contro 2.

Altre caratteristiche ricorrenti dei picchiaduro sono le arene più svariate (che possono essere luoghi adibiti al combattimento, quali dojo, palestre, ring, luoghi nella natura, quali le foreste, o la strada) e gli elementi sbloccabili: progredendo nel gioco si ottengono punti con cui è possibile sbloccare nuovi personaggi, arene, costumi, abilità o modalità di gioco.

### Storia
Tra i primi titoli con alcuni elementi che possono rientrare in questo genere si possono citare gli arcade Swords (1975, sul prototipo dell'hardware Fredotronic mai entrato in produzione di massa), Heavyweight Champ (1976) e Warrior (1979). I primi titoli di successo che definirono le caratteristiche tipiche fondamentali dei picchiaduro a incontri furono Karate Champ (1984) e Yie Ar Kung-Fu (1985). Karate Champ introdusse il tipico modello del picchiaduro bidimensionale con molte mosse non immediate da imparare, possibilità di sfidare il computer o un altro giocatore, livelli bonus; Yie Ar Kung-Fu introdusse la variabilità dei personaggi, le barre dell'energia, il bonus perfect che si ottiene quando non si perde alcuna energia.
Nell'ambito della grafica 2D sono apparsi sia singoli giochi senza seguiti, come Raging Fighter, sia titoli che hanno dato origine a intere serie famosissime, quali Street Fighter, Fatal Fury, Mortal Kombat; anche con "fusioni" come X-Men Vs. Street Fighter e Marvel vs. Capcom. Il sistema Mugen permette di creare picchiaduro amatoriali.
Nell'ambito della grafica 3D si devono ricordare le serie Virtua Fighter, Tekken e Dead or Alive; inoltre in Soul Blade e Soulcalibur i personaggi si affrontano in duelli all'arma bianca. Il mondo di Street Fighter è entrato nel 3D -mantenendo meccaniche di gioco principalmente 2D- prima con la serie Street Fighter EX e poi con Street Fighter IV. Mortal Kombat è passato alle tre dimensioni a partire da Mortal Kombat 4. Per quanto riguarda i videogiochi di Dragon Ball ha avuto molto successo la serie Budokai, realizzata da Bandai con la tecnica del cel-shading (che consente una grafica simile a quella dei cartoni animati) a partire da Dragon Ball Z Budokai 2. Sempre in ambito di personaggi volanti con spettacolari poteri "magici", si ricorda la serie di Psychic Force. Nel genere manga, sempre in 3D, vi è anche Evil Zone, che ha un approccio semplice dato che non presenta complicate sequenze di pulsanti per effettuare le mosse.
Questo genere di videogiochi si è sviluppato inizialmente nelle sale giochi e in seguito è approdato sulle console casalinghe, mentre su PC i titoli sviluppati sono generalmente di minore rilevanza. È comunque possibile ricordare Savage Warriors, con fondali 2D e personaggi 3D; One Must Fall 2097, picchiaduro 2D; mentre il suo seguito One Must Fall Battlegrounds, in 3D, si discosta dal classico schema dei picchiaduro a incontri, avendo movimento libero, visuale alle spalle e più di due combattenti contemporaneamente in una arena. Degni di nota anche alcuni titoli sviluppati dall'italiana Light Shock Software, come Fightin' Spirit (per Amiga) e Pray for Death (per PC), nonché alcuni titoli sviluppati da Naps come Shadow Fighter (per Amiga) e Gekido (per la prima PlayStation).